# Rensjön (Bodums socken, Ångermanland, 711421-152858)
Rensjön är en sjö i Strömsunds kommun i Ångermanland och ingår i Ångermanälvens huvudavrinningsområde. Sjön har en area på 1,38 kvadratkilometer och ligger 319,9 meter över havet. Sjön avvattnas av vattendraget Rensjöån.

## Delavrinningsområde
Rensjön ingår i det delavrinningsområde (711591-152794) som SMHI kallar för Utloppet av Rensjön. Medelhöjden är 328 meter över havet och ytan är 4,57 kvadratkilometer. Det finns inga avrinningsområden uppströms utan avrinningsområdet är högsta punkten. Rensjöån som avvattnar avrinningsområdet har biflödesordning 4, vilket innebär att vattnet flödar genom totalt 4 vattendrag innan det når havet efter 194 kilometer. Avrinningsområdet består mestadels av skog (46 procent) och sankmarker (15 procent). Avrinningsområdet har 1,37 kvadratkilometer vattenytor vilket ger det en sjöprocent på 30 procent.